# Glazen cockpit

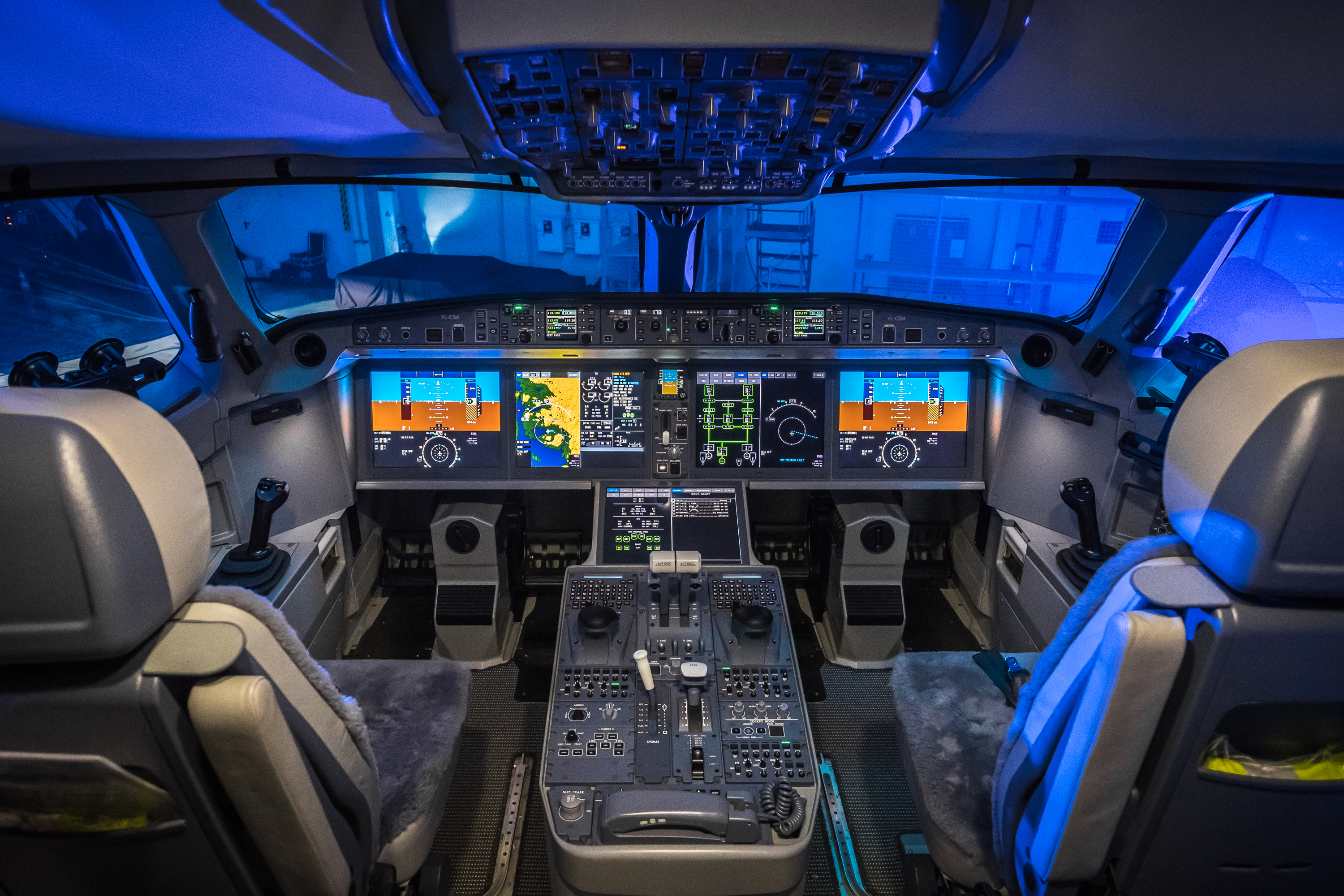
Vereenvoudigde glazen cockpit van een Airbus A220, met uniforme LCD-schermen voor beide piloten om de werklast van de piloot te verminderen

Een glazen cockpit, beter bekend als (en)  glass cockpit, is een vliegtuigcockpit met een reeks elektronische (digitale) instrumenten, meestal grote LCD-schermen, in plaats van traditionele analoge wijzerplaten en meters. 
Terwijl een traditionele cockpit afhankelijk is van talrijke mechanische meters (bijgenaamd "stoommeters") om informatie weer te geven, gebruikt een glazen cockpit verschillende multifunctionele displays die worden aangestuurd door vluchtbeheersystemen. Deze kunnen worden aangepast om vluchtinformatie weer te geven naargelang de behoefte. Dit vereenvoudigt de bediening en navigatie van vliegtuigen en zorgt ervoor dat piloten zich alleen op de meest relevante informatie kunnen concentreren. 
Ze zijn ook populair bij luchtvaartmaatschappijen, omdat ze meestal de noodzaak van een boordwerktuigkundige elimineren, waardoor kosten worden bespaard. Ondertussen is de technologie ook algemeen beschikbaar geworden in kleine vliegtuigen.
Naarmate de displays van vliegtuigen zijn gemoderniseerd, zijn ook de sensoren die ze voeden gemoderniseerd. Traditionele gyroscopische vlieginstrumenten zijn vervangen door elektronische stand- en koersreferentiesystemen (AHRS) en luchtgegevenscomputers (ADC's), waardoor de betrouwbaarheid is verbeterd en de kosten en het onderhoud zijn verlaagd. Ook GPS-ontvangers worden meestal geïntegreerd in glazen cockpits.

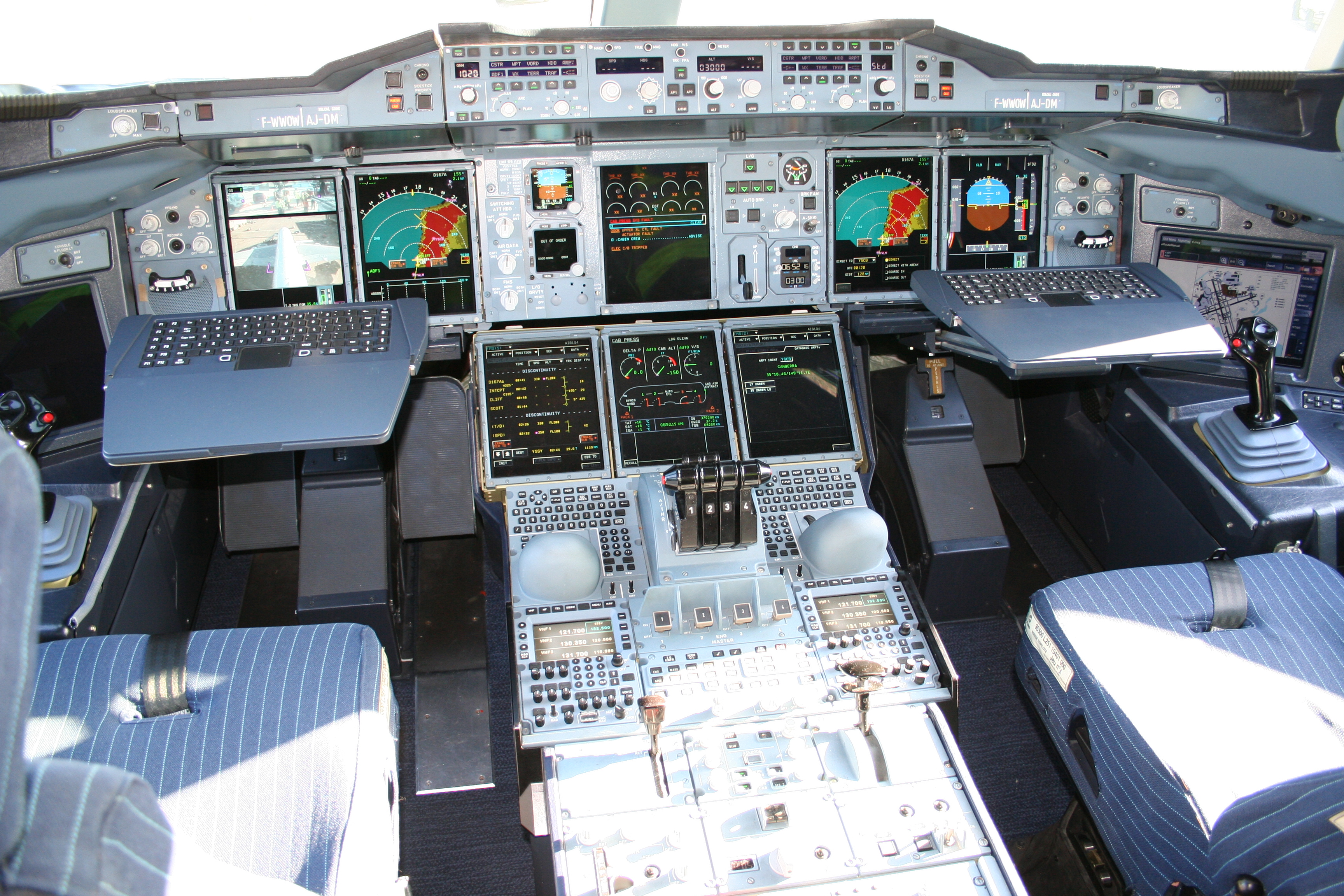
Glazen cockpit van een Airbus A380 met uittrekbare toetsenborden en twee brede computerschermen aan de zijkanten voor piloten

De eerste glazen cockpits werden gebruikt in de McDonnell Douglas MD-80, Boeing 737 Classic, ATR 42, ATR 72 en in de Airbus A300-600 en A310. Deze gebruikten elektronische vluchtinstrumentsystemen (EFIS) alleen om navigatie-informatie weer te geven, en nog altijd traditionele mechanische meters voor luchtsnelheid, hoogte, verticale snelheid en motorprestaties. 
De Boeing 757 en 767-200/-300 introduceerden een elektronisch motorindicatie- en bemanningswaarschuwingssysteem (EICAS) voor het monitoren van de motorprestaties, met behoud van mechanische meters voor luchtsnelheid, hoogte en verticale snelheid.
Latere glazen cockpits, zoals in de Boeing 737NG, 747-400, 767-400, 777, Airbus A320, latere Airbussen, Ilyushin Il-96 en Tupolev Tu-204 hebben de mechanische meters en waarschuwingslichten in eerdere generaties vliegtuigen volledig vervangen. Terwijl met glazen cockpits uitgeruste vliegtuigen aan het einde van de 20e eeuw nog steeds analoge hoogtemeters, stand- en luchtsnelheidsindicatoren behielden als standby-instrumenten voor het geval de EFIS-displays uitvielen, maken modernere vliegtuigen ook steeds vaker gebruik van digitale standby-instrumenten.